# 五関
五関（ごせき）は、埼玉県さいたま市桜区の大字。郵便番号は338-0815。

## 地理
さいたま市桜区西部の沖積平野（荒川低地）に位置する。地区の東側を大久保領家や上大久保（飛地）、南側を下大久保や上大久保（飛地）、西側を塚本や神田（飛地）、北側を宿や神田と接する。全域が市街化調整区域である。周辺に鉄道駅も無いことから、農地として利用されることが多く、主要な通りに近い南部に住居が集住している。また纏まった用地を確保しやすかったこともあり、学校施設が集中している。荒川河川敷周辺に飛地が複数ある。
鴨川が旧入間川の流路だったころは、現在の大久保排水路へ西に蛇行し、すぐに現在の堤防付近で東にUターンし、千貫樋の流れがある辺りを流れ、対岸の現在の作田排水路方面に北上していった。また埼玉県立浦和北高等学校周辺には流路跡に窪みがあり水田として利用され、その脇に自然堤防あり、宅地として利用されている。このように、宅地化があまり進んでいないことから、排水路などに往時の面影を見つけることが容易になっている。

## 歴史

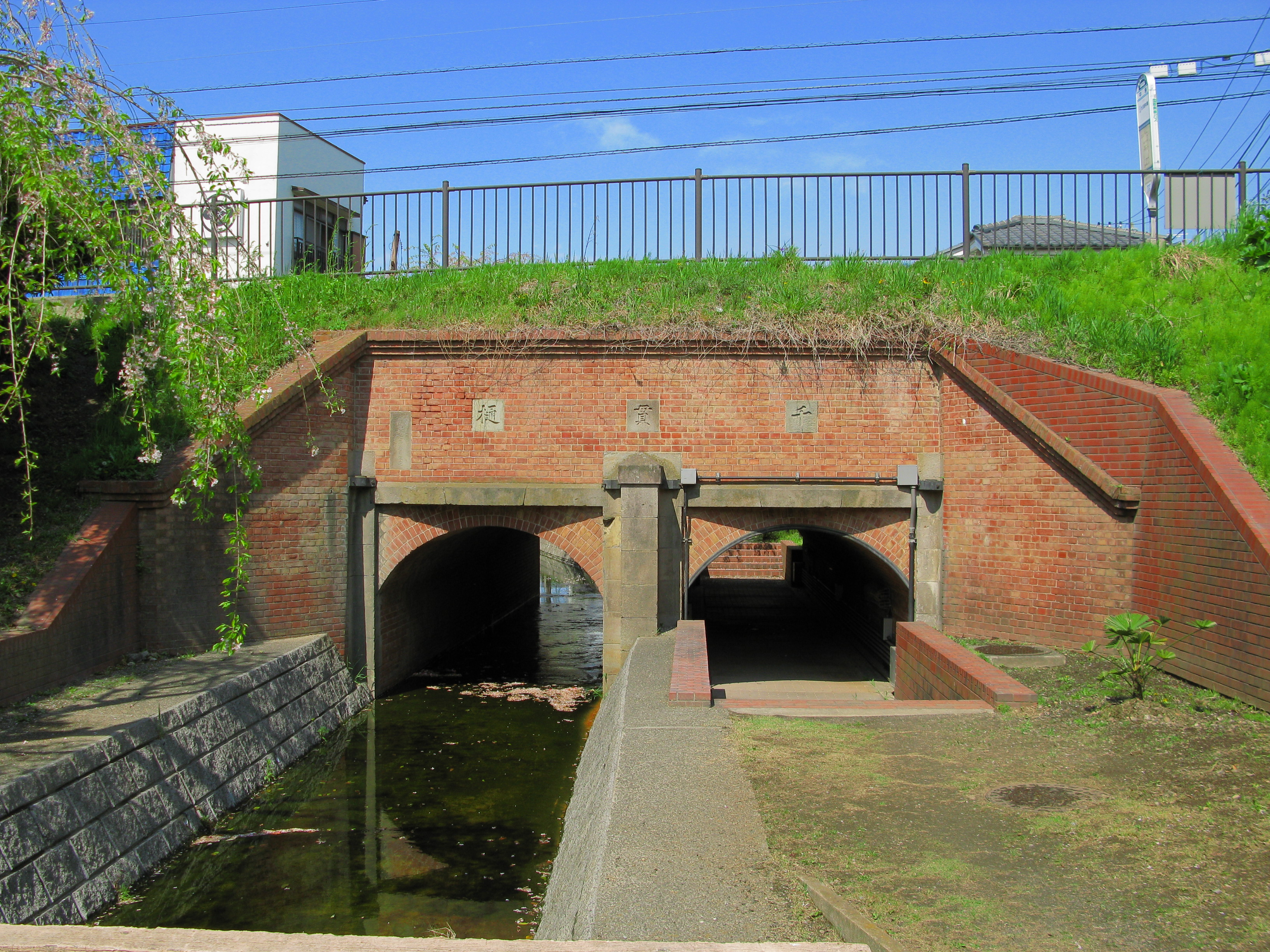
千貫樋

もとは江戸期より存在した武蔵国足立郡植田谷領に属する五関村で、古くは水判土荘に属していたと云われている。持添新田を八貫野に領していた。村高は『武蔵田園簿』では144石余、『元禄郷帳』では156石余、『天保郷帳』では194石余。助郷は中山道大宮宿に出役していた。化政期の戸数は60軒余、1838年（天保9年）の戸数は49軒で人口は251人で、村の規模は東西3町余、南北14町余であった。
- 発足当初は幕府領、1633年（寛永10年）より知行は旗本小笠原氏および幕府領、寛文年間（1661年〜1673年）頃より知行は旗本小笠原氏および津金氏の相給[6]。なお、検地は1665年（寛文5年）と1699年（元禄12年）、持添新田の検地は1731年（享保16年）に実施。
- 天和年間（1681年〜1684年）より旗本小笠原氏および幕府領となり、幕末に至る[6]。
- 1725年（享保10年） - 新田開発により荒川堤外地に飛び地が誕生。現在まで残る。
- 幕末時点では足立郡五関村であった。明治初年の『旧高旧領取調帳』の記載によると、代官大竹左馬太郎支配所が管轄する幕府領と旗本小笠原靭負および小笠原晴一郎の相給であった[8]。
- 1868年（慶応4年）6月19日 - 旧幕府領が武蔵知県事・山田政則（忍藩士）の管轄となる。
- 1869年（明治2年） 
  - 1月13日 - 武蔵知県事・宮原忠英の管轄区域に大宮県を設置、同県の管轄となる。県庁は東京府馬喰町に置かれる。
  - 9月29日 - 県庁が浦和に置かれ浦和県に改称。
  - 12月2日 - 旗本領が上知され、浦和県の管轄となる（府藩県三治制も参照）。
- 1871年（明治4年）11月13日 - 第1次府県統合により埼玉県の管轄となる。
- 1879年（明治12年）3月17日 - 郡区町村編制法により成立した北足立郡に属す。郡役所は浦和宿に設置。
- 1889年（明治22年）4月1日 - 町村制施行に伴い、北足立郡五関村は北足立郡上大久保村・下大久保村・植田谷領領家村・植田谷領在家村・宿村・塚本村・神田村・白鍬村・植田谷本村新田の一部と合併し、大久保村になり[9][10]、大久保村の大字五関となる[6]。
- 1904年（明治37年）6月15日 - 地内を流れていた鴨川に荒川からの逆流を防止する「千貫樋」と称する水門が木造から煉瓦造りに改築される[11]。
- 1930年（昭和5年） - 地内を流れていた鴨川が河川改修により南を流れる鴻沼川の支流に付け替えらえる[12]。元の流れは今日の「千貫樋水郷公園」内の水路である千貫樋排水路として残る。
- 1933年（昭和8年）9月 - 地内に大久保尋常高等小学校（現、さいたま市立大久保小学校）が移転する。
- 1947年（昭和22年） - 地内に大久保村立大久保中学校（現、さいたま市立大久保中学校）が設立される。
- 1955年（昭和30年）1月1日 - 大久保村が土合村とともに浦和市へ編入され[9][13]、浦和市の大字となる。
- 1969年（昭和44年）10月1日 - 大字五関の一部が大字在家、宿と併合されて昭和が成立する[14]。また、大字在家の一部が大宮市へ編入される。
- 1970年（昭和45年）7月1日 - 前年編入された浦和市大字在家の一部から大宮市の昭和の一部となる[15]
- 1978年（昭和53年）10月9日 - 地内に埼玉県立浦和北高等学校が創立される。
- 1987年（昭和62年） - 地内に「千貫樋水郷公園」が整備される[11]。
- 1989年（平成元年）4月 - 浦和市・与野市荒川総合運動公園（現、荒川総合運動公園）が開園する[16]。
- 2001年（平成13年）5月1日 -浦和市が大宮市、与野市と合併しさいたま市となり、さいたま市の大字となる。
- 2003年（平成15年）4月1日 - さいたま市が政令指定都市へ移行し、さいたま市桜区の大字となる。
- 2018年（平成30年）9月28日 - 「千貫樋水郷公園」内にある「千貫樋」が土木学会選奨土木遺産に認定される[11]。

## 世帯数と人口
2017年（平成29年）9月1日現在の世帯数と人口は以下の通りである。
| 大字 | 世帯数  | 人口    |
| ---- | ------- | ------- |
| 五関 | 850世帯 | 1,838人 |

## 小・中学校の学区
市立小・中学校に通う場合、学区（校区）は以下の通りとなる。
| 番地 | 小学校                   | 中学校                   |
| ---- | ------------------------ | ------------------------ |
| 全域 | さいたま市立大久保小学校 | さいたま市立大久保中学校 |

## 交通
鉄道は敷設されていない。浦和駅・北浦和駅方面へのバス路線（国際興業バス・西武バス）がある。

### 道路
- 埼玉県道57号さいたま鴻巣線
- 大泉院通[18]

## 施設
- 埼玉県立浦和北高等学校
- さいたま市立大久保中学校
- さいたま市立大久保小学校
- 大久保支所
  - 大久保公民館
- 五関会館
- 大久保交番
- 桜消防署大久保出張所
- 稲荷神社
- 東福寺
- 千貫樋水郷公園
- 荒川総合運動公園（飛地）
- ヤマト運輸 大久保宅急便センター
- 特養ホームロイヤルの園